# Torneo Femenino Inicial 2013 (Argentina)
El Torneo Femenino Inicial 2013 fue la vigésimo quinta temporada del Campeonato Femenino de Fútbol de Argentina. Comenzó el 5 de octubre de 2013 y finalizó el 11 de mayo de 2014. Estuvo organizado por la Asociación del Fútbol Argentino (AFA).
El campeón del Inicial 2013 se clasificó a la Copa Libertadores Femenina de 2014.
En esta edición hubo 15 equipos participantes: se sumaron Ferro, Puerto Nuevo, Sociedad Hebraica Argentina y Villa San Carlos.

## Equipos
| Equipo                      | Ciudad        | Jurisdicción                    |
| --------------------------- | ------------- | ------------------------------- |
| Boca Juniors                | Buenos Aires  | Ciudad Autónoma de Buenos Aires |
| Estudiantes                 | La Plata      | Provincia de Buenos Aires       |
| Excursionistas              | Buenos Aires  | Ciudad Autónoma de Buenos Aires |
| Ferro                       | Buenos Aires  | Ciudad Autónoma de Buenos Aires |
| Huracán                     | Buenos Aires  | Ciudad Autónoma de Buenos Aires |
| Independiente               | Avellaneda    | Provincia de Buenos Aires       |
| Platense                    | Vicente López | Provincia de Buenos Aires       |
| Puerto Nuevo                | Campana       | Provincia de Buenos Aires       |
| River Plate                 | Buenos Aires  | Ciudad Autónoma de Buenos Aires |
| San Lorenzo                 | Buenos Aires  | Ciudad Autónoma de Buenos Aires |
| Sociedad Hebraica Argentina | Pilar         | Provincia de Buenos Aires       |
| UAI Urquiza                 | San Martín    | Provincia de Buenos Aires       |
| Universidad de Buenos Aires | Buenos Aires  | Ciudad Autónoma de Buenos Aires |
| Velez Sarsfield (Mercedes)  | Mercedes      | Provincia de Buenos Aires       |
| Villa San Carlos            | Berisso       | Provincia de Buenos Aires       |

## Sistema de disputa
El torneo se lleva a cabo en una sola rueda, por el sistema de todos contra todos.
La tabla final de posiciones se establece por acumulación puntos y, en caso de empate entre dos o más equipos, se realizan uno o más partidos de desempate. Se otorgan tres puntos por partido ganado, uno por partido empatado y ninguno en caso de derrota.
Para la clasificación a la Copa Libertadores de 2014, se realizarán dos partidos (ida y vuelta) entre el ganador del Torneo Inicial 2013 y el del Torneo Final 2014. En caso de ser el mismo, ese equipo clasificará directamente al torneo continental.

## Tabla de posiciones
| Pos | Equipo                      | Pts | PJ | PG | PE | PP | GF | GC | Dif |
| --- | --------------------------- | --- | -- | -- | -- | -- | -- | -- | --- |
| 1º  | Boca Juniors                | 40  | 14 | 13 | 1  | 0  | 83 | 4  | 79  |
| 2º  | San Lorenzo                 | 37  | 14 | 12 | 1  | 1  | 56 | 8  | 48  |
| 3º  | UAI Urquiza                 | 33  | 14 | 11 | 0  | 3  | 74 | 9  | 63  |
| 4º  | River Plate                 | 32  | 14 | 10 | 2  | 2  | 67 | 11 | 56  |
| 5º  | Estudiantes (La Plata)      | 31  | 14 | 10 | 1  | 3  | 38 | 8  | 10  |
| 6º  | UBA                         | 27  | 14 | 9  | 0  | 5  | 32 | 23 | 9   |
| 7º  | Excursionistas              | 22  | 14 | 7  | 1  | 6  | 26 | 29 | -3  |
| 8°  | Huracán                     | 21  | 14 | 6  | 3  | 5  | 14 | 23 | -9  |
| 9º  | Puerto Nuevo                | 16  | 14 | 5  | 1  | 8  | 16 | 33 | -17 |
| 10º | Villa San Carlos            | 16  | 14 | 5  | 1  | 8  | 16 | 51 | -35 |
| 11º | Independiente               | 13  | 14 | 4  | 1  | 9  | 12 | 25 | -13 |
| 12º | Hebraica                    | 10  | 14 | 3  | 1  | 10 | 9  | 61 | -52 |
| 13º | Platense                    | 7   | 14 | 2  | 1  | 11 | 8  | 54 | -46 |
| 14º | Velez Sarsfield (Mercedes)* | 1   | 14 | 0  | 1  | 13 | 6  | 57 | -51 |
| 15º | Ferro*                      | 1   | 14 | 0  | 1  | 13 | 6  | 57 | -51 |

- (*) Quedó afuera de la competencia por falta de documentación. Su rival de turno ganaba los 3 puntos automáticamente.

## Expulsiones
- El Club Velez Sarsfield de Mercedes, luego del empate en 4 frente a Ferro por la séptima fecha, quedó desafectado del Torneo debido a la falta de documentación.[6] Hace falta agregar que ese empate fue el único punto que logró cosechar el equipo de Mercedes en toda la competencia.

## Partidos

### Fecha 1
| 5 de octubre de 2013, 15:30 | Independiente | 2:0 | Ferro |  |  |
|                             | Jimena Vera , |     |       |  |  |

| 5 de octubre de 2013, 16:00 | River Plate                                                | 5:1 | UBA        |  |  |
|                             | Mariana Larroquette , · Florencia Ferrero · Eliana Stábile |     | Laura Noya |  |  |

| 6 de octubre de 2013, 11:00 | Boca Juniors | 18:1    | Villa San Carlos    |  |  |
|                             | Yael Oviedo , · Belén Potassa , · Ludmila Manicler , · Andrea Ojeda , · Gisel García , · Johanna Galliotti · Carolina Teisseire | Reporte | María Julia Taranto |  |  |

| 6 de octubre de 2013, 11:30 | Hebraica      | 1:3 | Excursionistas                                   |  |  |
|                             | Ariela Makarz |     | Romina Arlia · Delfina Martínez · Camila Lorenzo |  |  |

| 6 de octubre de 2013, 15:00 | Puerto Nuevo | 0:2 | Estudiantes (LP)                 |  |  |
|                             |              |     | Grisel Yanacón · Fanny Rodríguez |  |  |

| 6 de octubre de 2013, 15:30 | Platense | 0:3     | Huracán                                            |  |  |
|                             |          | Reporte | Noelia Aguilar · Mariana Laviña · Florencia Romero |  |  |

| 7 de octubre de 2013, 15:30 | UAI Urquiza | 22:0    | Velez Sarsfield (Mercedes) |  |  |
|                             | Macarena Sánchez · Florencia Bonsegundo · Mariana Gaitán · Aylen Acevedo · Mercedes Pereyra · Tamara Gómez · Paula Ugarte · Agustina Barroso Basualdo | Reporte |                            |  |  |

Libre: San Lorenzo

### Fecha 2
| 12 de octubre de 2013, 12:30 | Huracán        | 1:0 | Puerto Nuevo |  |  |
|                              | Noelia Aguilar |     |              |  |  |

| 13 de octubre de 2013, 11:30 | Excursionistas  | 1:9 | UAI Urquiza |  |  |
|                              | Carolina Nápoli |     | Flor Bonsegundo , · Mariana Gaitán , · Karen Vénica · Paula Ugarte · Agustina Barroso · Mercedes Pereyra · Débora Jorquera |  |  |

| 13 de octubre de 2013, 11:00 | Estudiantes (LP)                       | 3:1 | River Plate         |  |  |
|                              | Mariana De Moura , · Evangelina Alfano |     | Mariana Larroquette |  |  |

| 13 de octubre de 2013, 14:30 | UBA                               | 3:0 | Independiente |  |  |
|                              | María José Limeres , · Laura Noya |     |               |  |  |

| 13 de octubre de 2013, 15:30 | Villa San Carlos    | 1:0 | Hebraica |  |  |
|                              | María Julia Taranto |     |          |  |  |

| 13 de octubre de 2013, 16:00 | Ferro | 0:7 | San Lorenzo                                                                    |  |  |
|                              |       |     | Carina Núñez , · Agustina Fernández , · Romina Rodríguez · Sofía Florentín · - |  |  |

| 14 de octubre de 2013, 14:00 | Velez Sarsfield (Mercedes) | 0:1 | Platense |  |  |

Libre: Boca Juniors

### Fecha 3
| 9 de noviembre de 2013, 15:00 | Independiente | 0:1     | Estudiantes (LP)  |  |  |
|                               |               | Reporte | Evangelina Alfano |  |  |

| 9 de noviembre de 2013, 16:00 | San Lorenzo                                     | 4:0     | UBA |  |  |
|                               | Débora Molina · Carina Núñez · Noelia Espíndola | Reporte |     |  |  |

| 9 de noviembre de 2013, 16:00 | River Plate                                                             | 7:1     | Huracán       |  |  |
|                               | Mariana Larroquette · Ayelén Lagos · Camila Gómez Ares · Eliana Stábile | Reporte | Adriana Sachs |  |  |

| 9 de noviembre de 2013, 18:00 | Hebraica | 0:10    | Boca Juniors                                                                |  |  |
|                               |          | Reporte | Soledad Jaimes · Andrea Ojeda · Carolina Teisseire · Catalina Pérez Castaño |  |  |

| 10 de noviembre de 2013, 14:00 | Puerto Nuevo                                  | 3:2     | Velez Sarsfield (Mercedes)     |  |  |
|                                | Jaqueline Schmidt · Karen Miño · Aldana López | Reporte | Pamela Leiva · Ángela Guerrero |  |  |

| 10 de noviembre de 2013, 15:30 | UAI Urquiza                                                                             | 7:1     | Villa San Carlos |  |  |
|                                | Florencia Bonsegundo · Paula Ugarte · Aylen Acevedo · Mercedes Pereyra · Mariana Gaitán | Reporte | Tamara Martínez  |  |  |

| 10 de noviembre de 2013, 16:00 | Platense | 0:3     | Excursionistas                     |  |  |
|                                |          | Reporte | Carolina Napoli · Delfina Martínez |  |  |

Libre: Ferro

### Fecha 4
| 16 de noviembre de 2013, 09:00 | Huracán                          | 2:0     | Independiente |  |  |
|                                | Noelia Aguilar 6' · Melany Morel | Reporte |               |  |  |

| 16 de noviembre de 2013, 17:00 | Velez Sarsfield (Mercedes) | 0:4     | River Plate                                                 |  |  |
|                                |                            | Reporte | Mariana Larroquette · Florencia Ferrero · Camila Gómez Ares |  |  |

| 16 de noviembre de 2013, 17:00 | Excursionistas  | 3:1     | Puerto Nuevo |  |  |
|                                | Carolina Nápoli | Reporte | -            |  |  |

| 17 de noviembre de 2013, 17:00 | Boca                           | 2:1     | UAI Urquiza   |  |  |
|                                | Yael Oviedo · Ludmila Manicler | Reporte | Ailen Acevedo |  |  |

| 17 de noviembre de 2013, 17:00 | Villa San Carlos                                                     | 5:1     | Platense       |  |  |
|                                | Antonella Moreno · Juana Bilos · Tamara Martínez · Yanina Reigenborn | Reporte | Débora Alemany |  |  |

| 17 de noviembre de 2013, 17:00 | Estudiantes (LP) | 1:2     | San Lorenzo        |  |  |
|                                | Mariana De Moura | Reporte | Agustina Fernández |  |  |

| 17 de noviembre de 2013, 17:00 | UBA                                                                           | 7:1     | Ferro |  |  |
|                                | Lucía Martelli · María José Limeres · Daiana Alaniz · Laura Noya · Ágata José | Reporte | -     |  |  |

Libre: Hebraica

### Fecha 5
| 23 de noviembre de 2013, 17:00 | Independiente                                        | 6:0     | Velez Sarsfield (Mercedes) | Auxiliar Wilde, |  |
|                                | Gissel Oberman · Julieta Míguez · Denisse Nartallo · | Reporte |                            |                 |  |

| 24 de noviembre de 2013, 17:00 | River Plate                                                                                              | 7:1     | Excursionistas      | Auxiliar “Adolfo Pedernera”, |  |
|                                | Eliana Stábile · Ayelén Lagos · Mariana Larroquette · Luana Muñoz · Camila Gómez Ares · Bettiana Sonetti | Reporte | Candelaria D`Andrea |                              |  |

| 24 de noviembre de 2013, 17:00 | Platense | 0:8     | Boca Juniors                                                       | Auxiliar, |  |
|                                |          | Reporte | Yael Oviedo · Andrea Ojeda · Ludmila Manicler · Gisel García · - · |           |  |

| 25 de noviembre de 2013, 17:00 | Puerto Nuevo   | 1:1     | Villa San Carlos | Principal, |  |
|                                | Yanina Hermelo | Reporte | Gisela Salvo     |            |  |

| 25 de noviembre de 2013, 17:00 | UAI Urquiza                                                                                | 9:0     | Hebraica | Principal, |  |
|                                | Paula Ugarte · Victoria Ronanduano · Florencia Bonsegundo · Laura Sullivan · Brenda Gottig | Reporte |          |            |  |

| 25 de noviembre de 2013, 17:00 | San Lorenzo                                      | 4:0     | Huracán | Auxiliar, |  |
|                                | Agustina Fernández · Débora Molina · Rocío Solla | Reporte |         |           |  |

| 25 de noviembre de 2013, 18:00 | Ferro | 0:3     | Estudiantes (LP)                                           | Aux. estadio, |  |
|                                |       | Reporte | Evangelina Alfano · Estefanía Rodríguez · Mariana De Moura |               |  |

Libre: UBA

### Fecha 6
| 30 de noviembre de 2013, 09:00 | Huracán                          | 3:0     | Ferro | Auxiliar, |  |
|                                | Adriana Sachs · Florencia Romero | Reporte |       |           |  |

| 30 de noviembre de 2013, 17:00 | Excursionistas | 0:2     | Independiente                   | Principal, |  |
|                                |                | Reporte | María Maturano · Julieta Míguez |            |  |

| 1 de diciembre de 2013, 09:00 | Estudiantes (LP)                                        | 4:0     | UBA | Auxiliar, |  |
|                               | Evangelina Alfano · Daiana Ollivier · Carolina Troncoso | Reporte |     |           |  |

| 1 de diciembre de 2013, 09:00 | Hebraica                  | 5:2     | Platense                           | Hebraica Pilar, |  |
|                               | Ariela Makarz · Ana Ayala | Reporte | Gisel Giacomotti · Celeste Dundich |                 |  |

| 1 de diciembre de 2013, 17:00 | Velez Sarsfield (Mercedes) | 0:10    | San Lorenzo                                                          | Estudiantes (Mercedes), |  |
|                               |                            | Reporte | Eliana Medina · Agustina Fernández · Débora Molina · Lourdes Lezcano |                         |  |

| 1 de diciembre de 2013, 17:00 | Boca                                                               | 7:0     | Puerto Nuevo | Auxiliar Nro.2 Casa Amarilla, |  |
|                               | Soledad Jaimes · Gisel García · Yael Oviedo · Andrea Ojeda · Bravo | Reporte |              |                               |  |

| 1 de diciembre de 2013, 17:00 | Villa San Carlos | 0:4     | River Plate                                                          | Nueva Alianza (L.P.), |  |
|                               |                  | Reporte | Florencia Ferrero · Mariana Larroquette · Micaela Stábile · Zambosco |                       |  |

Libre: UAI Urquiza

### Fecha 7
| 7 de diciembre de 2013, 17:00 | Ferro                                                                          | 4:4     | Velez Sarsfield (Mercedes)                           | Auxiliar, |  |
|                               | Abygail Scarafioca · Rocío Ballerini · Estefanía Villanueva · Belén Dellepiane | Reporte | Brisa Campos · Angela Guerrero · María Jesús Lopardo |           |  |

| 7 de diciembre de 2013, 17:00 | Independiente | 0:1 | Villa San Carlos | Auxiliar V. Dominico, |  |

| 8 de diciembre de 2013, 17:00 | UBA                                     | 2:0     | Huracán | Excursionistas, |  |
|                               | Valentina Abot 37' · Correa Pimenta 44' | Reporte |         |                 |  |

| 8 de diciembre de 2013, 17:00 | San Lorenzo                                           | 3:1     | Excursionistas  | Auxiliar, |  |
|                               | Agustina Fernández · Débora Molina · Noelia Espíndola | Reporte | Carolina Napoli |           |  |

| 8 de diciembre de 2013, 17:00 | Platense | 0:6     | UAI Urquiza                                                          | Auxiliar, |  |
|                               |          | Reporte | Paula Ugarte · Victoria Ronanduano · Débora Jorquera · Aylen Acevedo |           |  |

| 8 de diciembre de 2013, 17:00 | River Plate           | 1:1     | Boca             | Auxiliar, |  |
|                               | Florencia Ferrero 14' | Reporte | Andrea Ojeda 33' |           |  |

| 8 de diciembre de 2013, 17:00 | Puerto Nuevo    | 1:0     | Hebraica | Principal, |  |
|                               | Marisa González | Reporte |          |            |  |

Libre: Estudiantes (LP)

### Fecha 8
| 15 de febrero de 2014, 17:00 | Excursionistas                    | 3:1     | Ferro               | Platense auxiliar, |  |
|                              | Carolina Napoli · Cristina Romero | Reporte | Florencia Petrolito |                    |  |

| 15 de febrero de 2014, 17:00 | UAI Urquiza                                 | 3:0     | Puerto Nuevo | Auxiliar (Taxco), |  |
|                              | Miriam Mayorga · Aylen Acevedo · Karen Miño | Reporte |              |                   |  |

| 15 de febrero de 2014, 17:00 | Hebraica | 0:15    | River Plate | Hebraica Pilar, |  |
|                              |          | Reporte | Mariana Larroquette · Eliana Stábile · Ayelén Lagos · Fabiana Vallejos · Mercedes Pereyra · Aldana Cometti · - |                 |  |

| 15 de febrero de 2014, 17:00 | Velez Sarsfield (Mercedes) | 0:1 | UBA | Mun. de Mercedes, |  |

| 16 de febrero de 2014, 09:00 | Boca Juniors                                                          | 12:0    | Independiente | Aux.Nro.2C.Amarilla, |  |
|                              | Yael Oviedo · Andrea Ojeda · Johanna Galliotti · Gisel García · - · - | Reporte |               |                      |  |

| 16 de febrero de 2014, 17:00 | Villa San Carlos | 0:4     | San Lorenzo                                          | Nva.Alianza(LaPlata), |  |
|                              |                  | Reporte | Lourdes Lezcano · Débora Molina · Florencia Quiñones |                       |  |

| 22 de febrero de 2014, 09:00 | Huracán | 0:0 | Estudiantes (LP) | Auxiliar, |  |

Libre: Platense

### Fecha 9
| 22 de febrero de 2014, 17:00 | San Lorenzo | 0:4 | Boca Juniors | Auxiliar, |  |

| 22 de febrero de 2014, 17:00 | UBA | 3:0 | Excursionistas | Platense auxiliar, |  |

| 22 de febrero de 2014, 17:00 | Puerto Nuevo | 2:0 | Platense | Principal, |  |

| 22 de febrero de 2014, 17:00 | Ferro | 0:1 | Villa San Carlos | Aux. estadio, |  |

| 22 de febrero de 2014, 17:00 | Independiente | 1:0 | Hebraica | Auxiliar Wilde, |  |

| 22 de febrero de 2014, 17:00 | Estudiantes (LP) | 1:0 | Velez Sarsfield (Mercedes) | Auxiliar Estadio, |  |

| 23 de febrero de 2014, 17:00 | River Plate | 1:2 | UAI Urquiza | Auxiliar Estadio, |  |

Libre: Huracán

### Fecha 10
| 22 de marzo de 2014, 13:00 | Excursionistas  | 1:5     | Estudiantes (LP)                                   | Auxiliar Estadio, |  |
|                            | Carolina Nápoli | Reporte | Evangelina Alfano · Yesica Arrien · Grisel Yanacon |                   |  |

| 22 de marzo de 2014, 16:00 | UAI Urquiza | 1:0 | Independiente | Principal, |  |

| 22 de marzo de 2014, 16:00 | Platense | 0:6     | River Plate                        | Auxiliar, |  |
|                            |          | Reporte | Ayelén Lagos · Mariana Larroquette |           |  |

| 22 de marzo de 2014, 16:00 | Velez Sarsfield (Mercedes) | 0:1 | Huracán | Mun. de Mercedes, |  |

| 22 de marzo de 2014, 18:00 | Hebraica | 0:3     | San Lorenzo                                      | Hebraica Pilar, |  |
|                            |          | Reporte | Lourdes Lezcano · Eliana Medina · Katerina Taker |                 |  |

| 23 de marzo de 2014, 11:00 | Boca Juniors                                                    | 10:0    | Ferro | Aux.Nro.2C.Amarilla, |  |
|                            | Andrea Ojeda · Gisel García · Belén Potassa · Johanna Galliotti | Reporte |       |                      |  |

| 23 de marzo de 2014, 15:00 | Villa San Carlos | 0:2 | UBA                          | Nva.Alianza(LaPlata), |  |
|                            |                  |     | Laura Noya · Dolores Lanusse |                       |  |

Libre: Puerto Nuevo

### Fecha 11
| 29 de marzo de 2014, 15:00 | UBA | 0:1 | Boca Juniors | Platense auxiliar, |  |

| 29 de marzo de 2014, 15:00 | Huracán       | 1:1     | Excursionistas  | Auxiliar, |  |
|                            | Camila Suárez | Reporte | Carolina Napoli |           |  |

| 29 de marzo de 2014, 16:00 | Ferro | 0:2     | Hebraica                         | Auxiliar Estadio, |  |
|                            |       | Reporte | Ariela Makarz · Nicole Moscovich |                   |  |

| 2 de abril de 2014, 10:00 | River Plate                                              | 6:1     | Puerto Nuevo     | Auxiliar Ezeiza, |  |
|                           | Mariana Larroquette · Antonella Tassero · Marina Fioroto | Reporte | Juliana González |                  |  |

| 2 de abril de 2014, 11:00 | Independiente | 1:1     | Platense      | Auxiliar Wilde, |  |
|                           | Rocio Lezano  | Reporte | Andrea Werner |                 |  |

| 2 de abril de 2014, 11:00 | San Lorenzo                                                             | 4:1     | UAI Urquiza   | Auxiliar, |  |
|                           | Agustina Fernández · Noelia Espíndola · Lorena Benítez · Katerina Taker | Reporte | Aylen Acevedo |           |  |

| 2 de abril de 2014, 15:30 | Estudiantes (LP)                                                    | 4:1     | Villa San Carlos | Auxiliar Estadio, |  |
|                           | Laura Sampedro · Evangelina Alfano · Grisel Yanacón · Sabrina Gómez | Reporte | Mayra Olivera    |                   |  |

Libre: Velez Sarsfield (Mercedes)

### Fecha 12
| 12 de abril de 2014, 12:00 | Puerto Nuevo | 1:0 | Independiente | Principal, |  |

| 12 de abril de 2014, 15:30 | UAI Urquiza                                                                                   | 13:0    | Ferro | Principal, |  |
|                            | Paula Ugarte · Macarena Sánchez · Florencia Bonsegundo · Mariana Gaitán · Victoria Ronanduano | Reporte |       |            |  |

| 12 de abril de 2014, 18:00 | Hebraica | 0:7     | UBA                                                                           | Hebraica Pilar, |  |
|                            |          | Reporte | Laura Noya · Daiana Alaniz · Paula Balmaceda · Julieta Lucas · Lucía Martelli |                 |  |

| 13 de abril de 2014, 11:00 | Boca Juniors  | 2:1     | Estudiantes (LP) | Aux.Nro.2C.Amarilla, |  |
|                            | Belén Potassa | Reporte | Ana Altamirano   |                      |  |

| 13 de abril de 2014, 14:00 | Villa San Carlos | 1:2     | Huracán                             |  |  |
|                            | Tamara Martínez  | Reporte | Florencia Romero · Johanna Chamorro |  |  |

| 13 de abril de 2014, 15:30 | Platense | 0:8     | San Lorenzo                                                                                 | Auxiliar, |  |
|                            |          | Reporte | Agustina Fernández · Noelia Chávez · Noelia Espíndola · Florencia Quiñones · Lorena Benítez |           |  |

| 13 de abril de 2014, 15:30 | Excursionistas | 1:0 | Velez Sarsfield (Mercedes) | Principal, |  |

Libre: River Plate

### Fecha 13
| 26 de abril de 2014, 15:30 | Estudiantes (LP)                                                                                           | 9:0     | Hebraica | Auxiliar Estadio, |  |
|                            | Grisel Yanacón · Ana Altamirano · Carolina Troncoso · Yanina Oviedo · Evangelina Alfano · Mariana De Moura | Reporte |          |                   |  |

| 26 de abril de 2014, 16:00 | Huracán | 0:4     | Boca Juniors                                                      | Auxiliar, |  |
|                            |         | Reporte | Belén Potassa · Vanesa Santana · Carolina Teisseire · Yael Oviedo |           |  |

| 27 de abril de 2014, 11:00 | San Lorenzo                                             | 5:0     | Puerto Nuevo | Auxiliar, |  |
|                            | Florencia Quiñones · Eliana Medina · Agustina Fernández | Reporte |              |           |  |

| 27 de abril de 2014, 11:00 | Independiente | 0:2     | River Plate                         | Auxiliar Wilde, |  |
|                            |               | Reporte | Fabiana Vallejos · Bettiana Sonetti |                 |  |

| 27 de abril de 2014, 15:30 | Ferro | 0:1     | Platense         | Aux. estadio, |  |
|                            |       | Reporte | Julieta Giordano |               |  |

| 27 de abril de 2014, 15:30 | Velez Sarsfield (Mercedes) | 0:1 | Villa San Carlos | Mun. de Mercedes, |  |

| 27 de abril de 2014, 15:30 | UBA | 0:4     | UAI Urquiza                                      | Platense auxiliar, |  |
|                            |     | Reporte | Paula Ugarte · Macarena Sánchez · Mariana Gaitán |                    |  |

Libre: Excursionistas

### Fecha 14
| 2 de mayo de 2014, 13:00 | Puerto Nuevo              | 4:0     | Ferro | Principal, |  |
|                          | Karen Miño · Sofía Villar | Reporte |       |            |  |

| 2 de mayo de 2014, 14:00 | Villa San Carlos               | 2:8     | Excursionistas                                           | Nva. Alianza (L.P.), |  |
|                          | Juana Bilos · Antonella Moreno | Reporte | Candelaria D`Andrea · Carolina Napoli · Soledad González |                      |  |

| 3 de mayo de 2014, 15:00 | UAI Urquiza | 1:0 | Estudiantes (LP) | Auxiliar, |  |

| 3 de mayo de 2014, 15:00 | River Plate        | 1:1     | San Lorenzo | Auxiliar Ezeiza, |  |
|                          | Florencia Ferrrero | Reporte | Irina Ojeda |                  |  |

| 3 de mayo de 2014, 15:30 | Boca Juniors | 1:0 | Velez Sarsfield (Mercedes) | Aux.Nro.2C.Amarilla, |  |

| 3 de mayo de 2014, 18:00 | Hebraica | 0:0     | Huracán | Hebraica Pilar, |  |
|                          |          | Reporte |         |                 |  |

| 4 de mayo de 2014, 15:30 | Platense                         | 2:3     | UBA                                          | Auxiliar, |  |
|                          | Celeste Dundich · Natalia Soncín | Reporte | Laura Noya · Paula Balmaceda · Daiana Alaniz |           |  |

Libre: Independiente

### Fecha 15
| 10 de mayo de 2014, 16:00 | UBA                                                 | 3:2     | Puerto Nuevo                   | Platense auxiliar, |  |
|                           | Luciana Martelli · Daiana Alaniz · Michael Brobston | Reporte | Aldana López · Jaqueline Smith |                    |  |

| 10 de mayo de 2014, 16:00 | Ferro | 0:7     | River Plate                                                               | Aux. estadio, |  |
|                           |       | Reporte | Mariana Larroquette · Florencia Ferrero · Carla Brown · Yamila García · - |               |  |

| 10 de mayo de 2014, 16:00 | Huracán | 0:4     | UAI Urquiza                   | Auxiliar, |  |
|                           |         | Reporte | Paula Ugarte · Laura Sullivan |           |  |

| 11 de mayo de 2014, 11:00 | Estudiantes (LP)                                    | 4:0     | Platense | Auxiliar Estadio, |  |
|                           | Evangelina Alfano · Betiana Aguirre · Yesica Arrien | Reporte |          |                   |  |

| 11 de mayo de 2014, 15:30 | San Lorenzo | 1:0 | Independiente | Auxiliar, |  |

| 11 de mayo de 2014, 15:30 | Excursionistas | 0:3     | Boca Juniors  | Platense auxiliar, |  |
|                           |                | Reporte | Belén Potassa |                    |  |

| 11 de mayo de 2014, 15:30 | Velez Sarsfield (Mercedes) | 0:1 | Hebraica | Mun. de Mercedes, |  |

Libre: Villa San Carlos